# Zwierzęta nocy
Zwierzęta nocy (oryg. Nocturnal Animals) – amerykański film, thriller psychologiczny neo-noir, napisany, wyreżyserowany i wyprodukowany przez Toma Forda, na podstawie powieści Tony i Susan Austina Wrighta z 1993 roku. Główne role odgrywają Amy Adams, Jake Gyllenhaal, Michael Shannon, Aaron Taylor-Johnson, Isla Fisher, Armie Hammer i Ellie Bamber. Głównym wątkiem jest powieść Edwarda Sheffielda, w której jego była żona Susan odnajduje podobieństwa dotyczące ich związku.
Zdjęcia do filmu rozpoczęto 5 października 2015 roku w Los Angeles. Premiera odbyła się na 73 Międzynarodowym Festiwalu Filmowym w Wenecji 2 sierpnia 2016, a w Polsce do kin wszedł 18 listopada 2016. Film otrzymał pozytywne recenzje i zarobił ponad 32 miliony dolarów.

## Fabuła

### Prawdziwy świat
Susan Morrow, właścicielka galerii sztuki w Los Angeles, otrzymuje rękopis nowej powieści swojego byłego męża, Edwarda Sheffielda, Zwierzęta nocy. Jednocześnie Edward zaprasza ją na kolację, ponieważ pojawi się na kilka dni w mieście. Mąż Susan, Hutton Morrow, wyjeżdża do Nowego Jorku na spotkanie biznesowe. W tym czasie Susan zostaje pochłonięta powieścią, odkrywając w niej wiele nawiązań do zakończonego związku z Edwardem. Kobieta była nazywana nocnym zwierzęciem przez byłego męża, a książka jest jej zadedykowana.

### Powieść
Tony Hasting, profesor matematyki, zostaje wraz z rodziną zepchnięty z drogi przez trzech mężczyzn. Jadąc przez ciemną, pustą drogę w Teksasie, zostaje zmuszony do zjechania na pobocze, gdzie okazuje się, że ma przebitą oponę. Ray Marcus, przywódca grupy, zastrasza Tony'ego. Wraz z drugim członkiem bandy, Turkiem, porywają jego żonę Laurę i ich córkę, Indię. Lou, trzeci mężczyzna uczestniczący w akcji, zmusza Tony'ego do prowadzenia samochodu Raya. Dojeżdżają do końca drogi, a tam Tony Hasting zostaje opuszczony na środku pustyni. Ray i Lou wracają później do tego miejsca, by zabić Tony'ego, ale ten ukrywa się wśród skał.
Główny bohater ucieka z miejsca zdarzenia i po długiej wędrówce dochodzi do drogi. Gdy już dociera do miasta, zgłasza sprawę na policję. Zostaje mu przydzielony detektyw Bobby Andes, zmagający się z rakiem płuc. Z pomocą Tony'ego odnajduje ciała Laury i Indii, które zostały zgwałcone i zamordowane. Po roku od wydarzenia Andes kontaktuje się z Tonym, prosząc go o rozpoznanie Lou, który został oskarżony o bycie współwinnym morderstwu kobiet.
Podczas nieudanego napadu zostaje zastrzelony Turk, co sprawia, że tylko Rayowi nie wymierzono sprawiedliwości. Bobby Andes aresztuje Raya Marcusa, lecz musi go wypuścić, ponieważ nie posiada dostatecznych dowodów. Ponieważ Andes zmaga się z rakiem płuc i wkrótce przechodzi na emeryturę, postanawia wziąć sprawy w swoje ręce. Z pomocą Tony'ego uprowadza Raya i Lou. Zabija Lou, gdy ten próbuje uciec, jednak Rayowi udaje się zbiec.
Tony na własną rękę poszukuje Raya i odnajduje go w budzie, w której Laura i India zostały zabite. Ray przyznaje się do zamordowania i zgwałcenia kobiet. Tony śmiertelnie postrzela Raya, lecz zostaje ogłuszony uderzeniem żelazkiem. Tony wychodzi z budy, potykając się i upada na swój pistolet, strzelając sobie w brzuch. Zaraz po tym umiera.

### Powrót do prawdziwego świata
Zszokowana ciemną i brutalną fabułą powieści, Susan wspomina pierwsze spotkanie z Edwardem i ich kwitnącą znajomość. Przypomina sobie rozmowę z matką, która uważała pisarza za niewartego miłości Susan. Była przekonana, że romantyczny Edward nie potrafi osiągnąć swoich celów. Susan nie usłuchała słów matki i poślubiła Edwarda.
Po zadzwonieniu do Huttona zdaje sobie sprawę, że ten ją zdradza. Przypomina sobie rozpad swojego związku z Edwardem, własną frustrację związaną z jego karierą. Susan zdradziła Edwarda z Huttonem Morrowem, a następnie rozwiodła się z Edwardem, aby poślubić Huttona. Pisarz starał się naprawić ich relację, ale ostatecznie odciął się od Susan, dowiadując się o usunięciu przez nią ciąży.
Po przeczytaniu powieści, Susan umawia się z Edwardem w restauracji. Edward się nie pojawia i Susan siedzi samotnie, obserwując, jak restauracja robi się pusta.

## Obsada

### Prawdziwy świat
- Amy Adams – Susan Morrow
- Jake Gyllenhaal – Edward Sheffield
- Armie Hammer – Hutton Morrow
- Laura Linney – Anne Sutton
- Andrea Riseborough – Alessia Holt
- Michael Sheen – Carlos Holt
- India Menuez – Samantha Morrow
- Zawe Ashton – Alex
- Jena Malone – Sage Ross
- Neil Jackson – Christopher
- Kristin Bauer van Straten – Samantha Van Helsing

### Powieść
- Jake Gyllenhaal – Tony Hastings
- Michael Shannon – Detektyw Bobby Andes
- Aaron Taylor-Johnson – Ray Marcus
- Isla Fisher – Laura Hastings
- Ellie Bamber – India Hastings
- Karl Glusman – Lou Bates
- Robert Aramayo – Turk
- Graham Beckel – Porucznik Graves[1]

## Produkcja
24 marca 2015 ogłoszono, że partnerzy Smoke House Pictures, George Clooney i Grant Heslov, chcą wyprodukować thriller na podstawie powieści z 1993 roku Susan i Tony Austina Wrighta. Na reżysera został wybrany Tom Ford, bazując na własnym scenariuszu.
Jake Gyllenhaal został wybrany do odtworzenia dwóch głównych ról, a Amy Adams była brana pod uwagę do głównej roli kobiecej. Mówiono też o obsadzeniu Joaquina Phoenixa oraz Aarona Taylora-Johnsona w innych rolach. Focus Features nabyło prawa do dystrybucji filmu w USA, a Universal Pictures podjęło się międzynarodowej dystrybucji. Transakcja Focus Features wyniosła 20 milionów dolarów, czyniąc ją największą na Festiwalu w Cannes w 2015 roku. 6 sierpnia 2015 roku potwierdzono, że Taylor-Johnson zagra w filmie.
Główne zdjęcia rozpoczęły się 5 sierpnia 2015 roku w Los Angeles. Scena końcowa w japońskiej restauracji została nakręcona w głównym budynku Yamashiro Historic District.
Zwierzęta nocy swoją oficjalną premierę miały na Weneckim Festiwalu Filmowym, 2 września 2016. Film pokazano również na Międzynarodowym Festiwalu Filmowym w Toronto oraz Festiwalu Filmowym w Londynie. W Stanach Zjednoczonych film miał premierę 18 listopada 2016.

## Nagrody
Film był wielokrotnie nominowany w różnych kategoriach, m.in. najlepszy aktor drugoplanowy, najlepszy reżyser, najlepszy scenariusz. Wygrał trzy razy.
- Złoty Glob dla Aarona Taylora-Johnsona w kategorii Najlepszy Aktor Drugoplanowy[9]
- Srebrny Lew dla Toma Forda w kategorii Nagroda Specjalna Jury
- IFTA dla Seamusa McGarveya w kategorii Najlepsze Zdjęcia[1]